# Ровенка (Добринський район)
Ровенка (рос. Ровенка) — село у Добринському районі Липецької області Російської Федерації.
Населення становить 165 осіб. Належить до муніципального утворення Каверинська сільрада.

## Історія
З 13 червня 1934 до 1954 року у складі Воронезької області. Відтак входить до складу Липецької області.
Згідно із законом від 23 вересня 2004 року № 126-ОЗ органом місцевого самоврядування є Каверинська сільрада.

## Населення
| 1906 | 2008 | 2010 |
| ---- | ---- | ---- |
| 1137 | ↘171 | ↘165 |